# Digital Loop Carrier

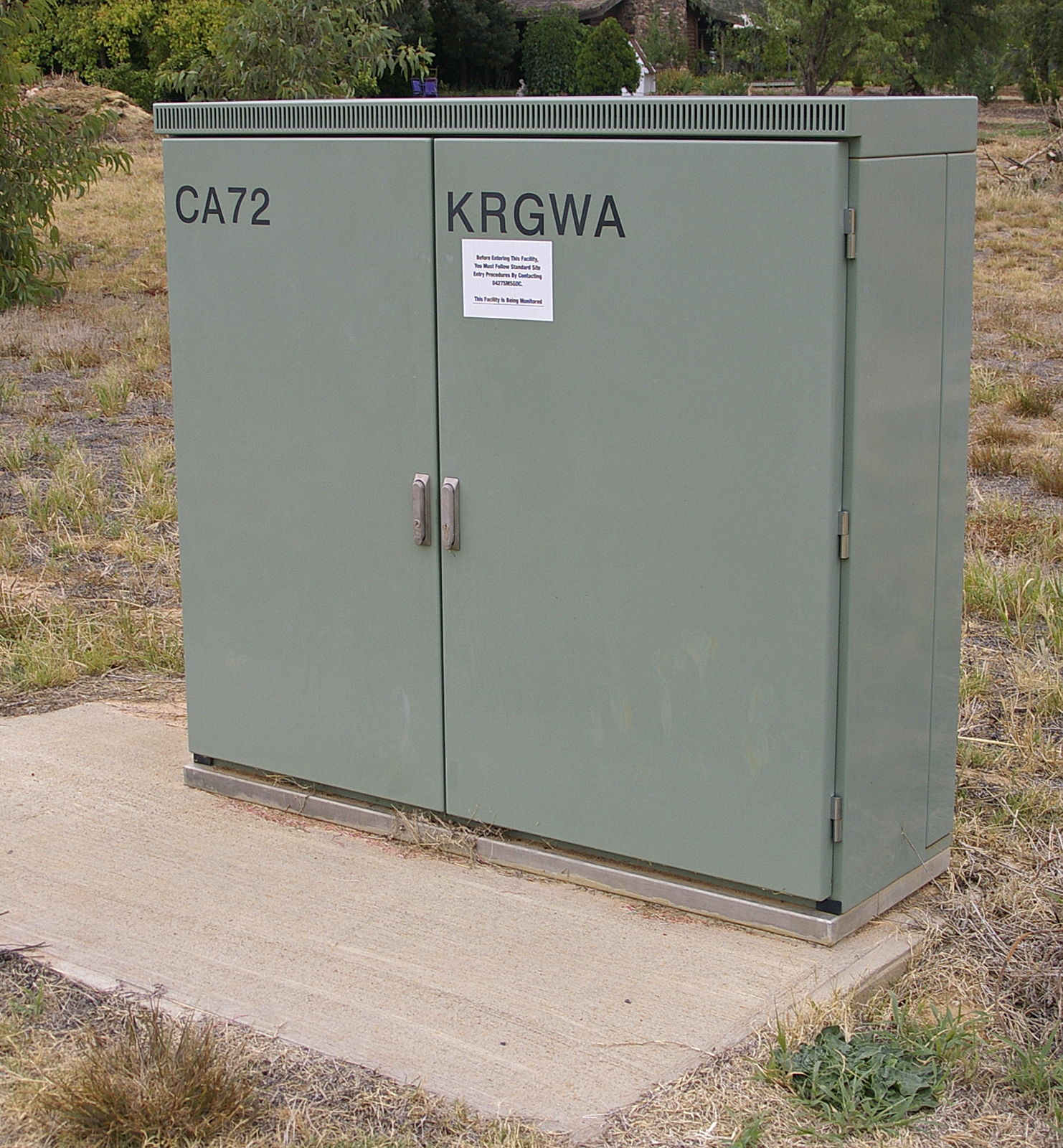
Przydrożna szafka firmy Telstra mieszcząca zdalny zintegrowany multiplekser (RIM) i multiplekser klienta (CMUX).

DLC (Digital Loop Carrier) – lokalna pętla abonencka z modulacją cyfrową.
DLC należy do grupy systemów pracujących z wykorzystaniem infrastruktury sieci kabli miedzianych, w tym lokalnych pętli telefonicznych. Agreguje on połączenia telefoniczne od abonentów mieszkaniowych oraz sąsiadujących budynków biurowych, parków przemysłowych multipleksując je do pojedynczych linii T1/E1 lub linii optycznych, a następnie wysyła je do centrów telekomunikacyjnych, wyposażonych w centrale i inne urządzenia komutacyjne.
Do przesyłania danych służą modemy DLC na średnim lub niskim napięciu.
Transmisja danych w modemach DLC następuje w obrębie pasma CENELEC-A (9-95 kHz), specjalnie opracowaną i zoptymalizowaną metodą modulacji w szerokim widmie. Pasmo transmisji może być do połowy swojego zakresu objęte zakłóceniami lub niedostępne, a mimo to nie następuje zanik komunikacji. Dynamiczne zmiany w widmie zakłóceń wewnątrz zakresu częstotliwości także nie powodują zaniku komunikacji pod warunkiem, że suma wszystkich objętych zakłóceniami pasm częstotliwości jest nie większa od połowy używanego pasma transmisji.
Prędkość transmisji wynosi: 100, 200, 600, 1200, 2400 lub 4800 b/s (w zależności od jakości linii)